# 2. Jahrtausend v. Chr.
Portal Geschichte | Portal Biografien | Aktuelle Ereignisse | Jahreskalender | Tagesartikel

◄ |
3. Jahrtausend v. Chr. |
2. Jahrtausend v. Chr. | 1. Jahrtausend v. Chr.   | ►

20. Jh. v. Chr. |
19. Jh. v. Chr. |
18. Jh. v. Chr. |
17. Jh. v. Chr. |
16. Jh. v. Chr. |
15. Jh. v. Chr. |
14. Jh. v. Chr. |
13. Jh. v. Chr. |
12. Jh. v. Chr. |
11. Jh. v. Chr.
Das 2. Jahrtausend v. Chr. beschreibt den Zeitraum von 2000 v. Chr. bis 1000 v. Chr.

Globale territoriale Situation 2000 v. Chr.

## Ereignisse

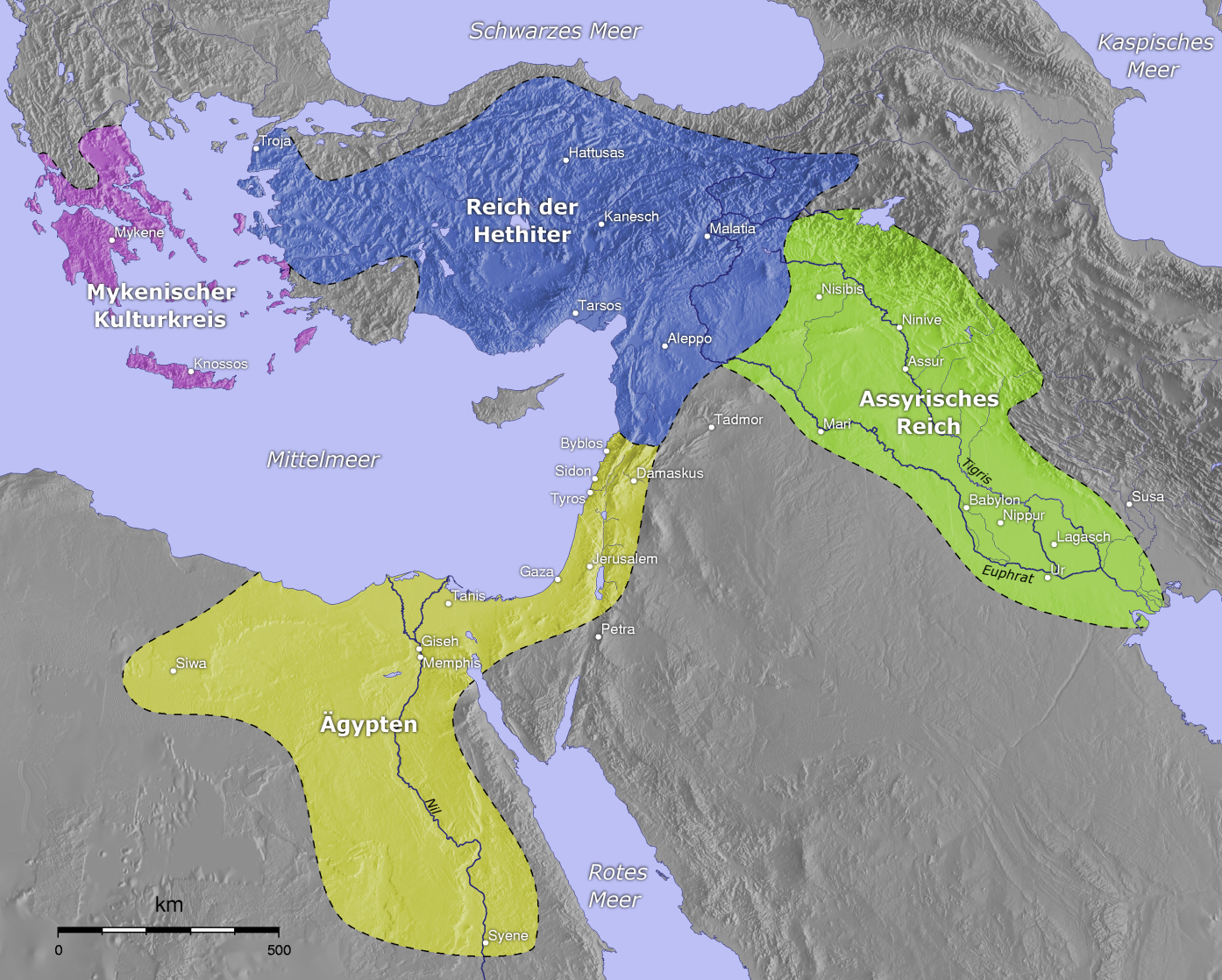
Alter Orient im 13. Jahrhundert v. Chr.

- Frühes 2. Jahrtausend v. Chr.: Hethitische Fürstentümer in Zentralanatolien.
- 18. Jahrhundert v. Chr.: Babylon wird zu einem regionalen Machtzentrum.
- Mittleres Reich (2052–1570 v. Chr.) und Neues Reich (1550 v. Chr. bis 1070 v. Chr.) in Ägypten.
- Gemäß Bibel Gefangenschaft der Israeliten in Ägypten.
- Ägyptische Herrschaft über Palästina und Syrien (1600–1360 v. Chr.)
- 17. Jahrhundert v. Chr.: Aussterben der weltweit letzten Mammuts auf der ostsibirischen Wrangelinsel.
- 16. Jahrhundert v. Chr.: Beginn der  Mykenischen Kultur.
- 15. Jahrhundert v. Chr.: Untergang der Minoischen Kultur.
- 14. Jahrhundert v. Chr.: Der ägyptische Pharao Echnaton erhebt Aton zum einzigen Gott und legt damit den Grundstein zum heutigen Monotheismus.
- 13. Jahrhundert v. Chr.: Die Indus-Kultur gelangt in der Zeit von 1900 v. Chr. bis 1300 v. Chr. in die Spätphase der Harappankultur (Späte Bronzezeit)
- 12. Jahrhundert v. Chr.: gemäß Bibel Eroberung von Kanaan durch die Israeliten.

## Wichtige Personen

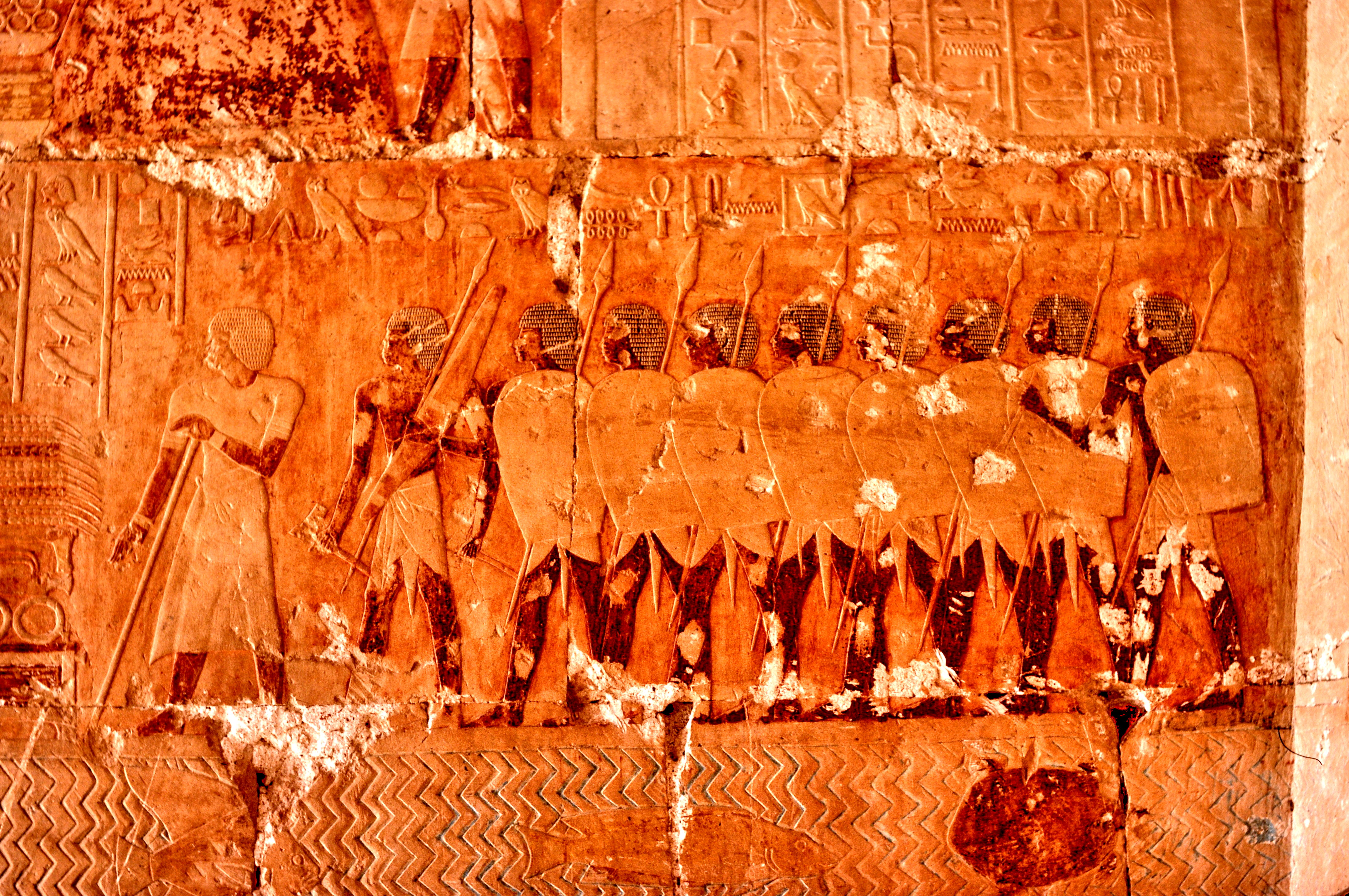
Expedition nach Punt im Totentempel der Hatschepsut

- 18. Jahrhundert v. Chr.: Hammurapi, König von Babylon.
- 18. Jahrhundert v. Chr.: Šamši-Adad I., König des Altassyrischen Reiches, Eroberer und Reichsgründer.
- 15. Jahrhundert v. Chr.: Hatschepsut, ägyptische Pharaonin der 18. Dynastie.

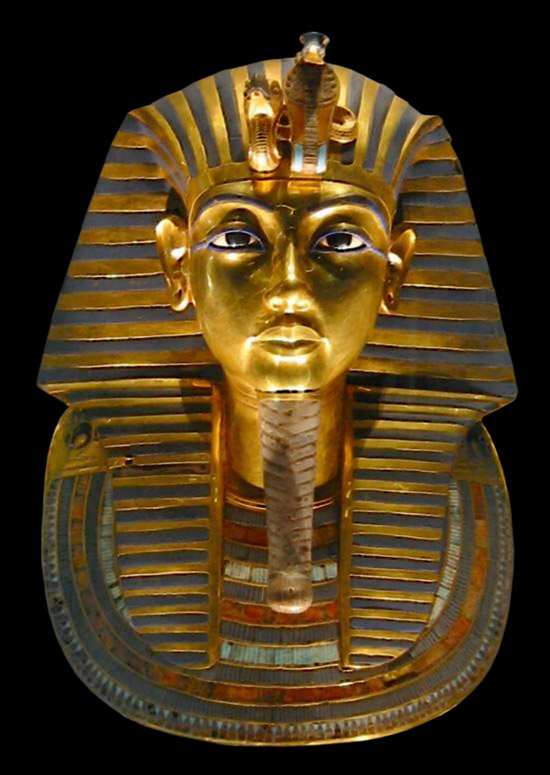
Die Totenmaske des Tutanchamun im Ägyptischen Museum Kairo

- 14. Jahrhundert v. Chr.: Echnaton, ägyptischer Pharao der 18. Dynastie.

- 14. Jahrhundert v. Chr.: Tutanchamun, ägyptischer Pharao der 18. Dynastie.
- 14. Jahrhundert v. Chr.: Eriba-Adad I., König des Mittelassyrischen Reiches, befreit das Reich aus der Abhängigkeit von Mittani.
- 13. Jahrhundert v. Chr.: Ramses II., ägyptischer Pharao der 19. Dynastie.
- 13. Jahrhundert v. Chr.: Salmanassar I., König des Mittelassyrischen Reiches.
- Saul, 1. König Israels.
- Moses, Tanach

## Erfindungen und Entdeckungen
- Indien entwickelt das Kastensystem.
- Die Chinesen verzeichnen einen Kometen.
- Domestikation des Kamels, nachfolgend Beginn des Karawanenhandels.
- 17. Jahrhundert v. Chr.: Erste Silbenschriften (1630 v. Chr.)
- 14. Jahrhundert v. Chr.: Erste Schriftzeugnisse in Griechischer Sprache.